# Yerkes Obszervatórium
Koordináták: é. sz. 42° 34′ 13″, ny. h. 88° 33′ 22″42.570278°N 88.556111°W

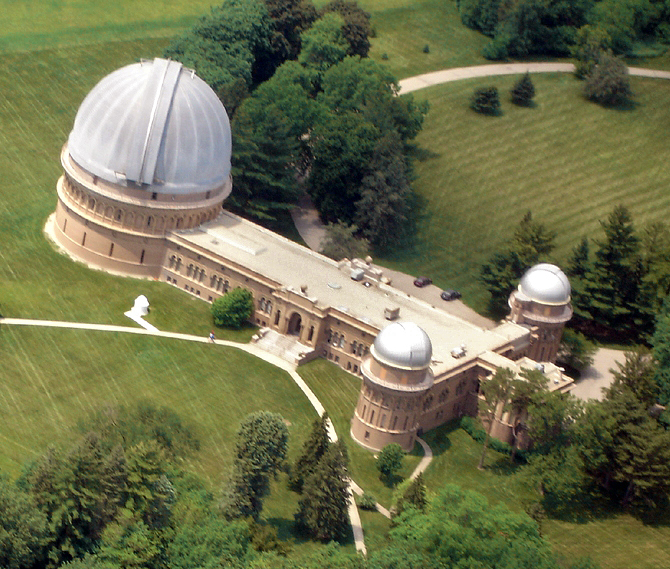
A Yerkes Obszervatórium a levegőből

A Yerkes fő lencséjének mérete (balra fent) összehasonlítva más műszerek tükrének méretével

A Yerkes Obszervatórium az Amerikai Egyesült Államokban, Wisconsin államban, Williams Bay városában található. A Chicagói Egyetem tulajdona, ahol a megfigyelés mellett laboratórium is működik. Itt született a modern asztrofizika.
Névadója Charles T. Yerkes (1837–1905) amerikai üzletember, aki G. E. Hale közbenjárására minden költséget magára vállalt az obszervatórium építésével kapcsolatban azzal a feltétellel, hogy a benne foglalt távcső a világon a legnagyobb legyen. Az építkezést 1895-ben kezdték meg, és az obszervatóriumot egy tudományos konferencia keretein belül nyitották meg 1897 októberében.

## Főműszerei
- A Yerkes-távcső (102 cm-es refraktor) mindmáig a világ legnagyobb lencsés távcsöve
- Egy 102 cm-es (40 inch) reflektor (1967-től)
- Egy 61 cm-es reflektor
- Egy 25 cm-es Cassegrain-reflektor
- Egy 18 cm-es Schmidt-távcső
- HAWC (High-resolution Airborne Wide-band Camera for SOFIA), távoli infravörös kamera.

## Kutatások
- SDSS (Sloan Digital Sky Survey) az egyetem jelenleg is folyó kutatása, aminek a 2,5 méteres bázisteleszkópja az Apache Point obszervatóriumban, Új-Mexikóban található (APO).
- Az ARCES (Az Astrophysical Research Consortium Echelle-spektrográfja) egy 3,5 méteres teleszkóp eszköze, mellyel a kutatók a 320-1000 nm-ig terjedő hullámhossz-tartományban elemzik ki a csillagok színképét.

## Külső hivatkozások
- A Yerkes hivatalos oldala (angolul)
- A kutatás hivatalos oldala (több nyelven)